# Élections fédérales suisses de 1878
Les élections fédérales suisses de 1878 se sont déroulées le 27 octobre 1878. Ces élections permettent d'élire au système majoritaire les 135 députés répartis sur 48 arrondissements électoraux eux-mêmes répartis sur les 22 cantons, siégeant au Conseil national (chambre basse), pour une mandature de trois ans.
Le corps électoral composé de citoyens ayant droit de cité élit désormais directement les membres du Conseil des États dans les cantons Obwald mais pour la première fois également dans les cantons d'Appenzell Rhodes-Extérieures et de Nidwald (à travers la Landsgemeinde), et à l'urne dans les cantons de Soleure, de Thurgovie et de Zurich. Dans les 18 autres cantons, les élections au Conseil des États sont quant à elles toujours non régulées et certains cantons ont renouvelé leurs Sénateurs parfois plusieurs fois sur les trois années écoulées. Dans ces 16 autres cantons, les Conseillers aux États continuent d'être élus, nommés ou désignés par les Grands Conseils, et ce à des dates variables.
La crise bancaire de mai 1873 qui découla sur la Grande Dépression eut des effets importants sur la Suisse industrielle, notamment dans l'industrie horlogère et du textile. La baisse des prix affecta également l'agriculture. En outre, la crise des compagnies privées de chemins de fer avec notamment la banqueroute du Chemin de fer «National-Suisse» en 1877 et la vente forcée de la Compagnie de Chemins de fer Berne-Lucerne (BLB) accompagnées d'une votation fédérale prévue le 19 janvier 1879 sur un crédit fédéral controversé pour la Ligne du Gothard impacta la campagne. Des coffres vides et des dettes grandissantes de l'État eurent également un impact puisque dans de nombreux cantons, des référendums sur les finances eurent lieu. La Société du Grütli s'impliqua afin d'obtenir des révisions constitutionnelles dans les cantons d'Argovie, de Berne, des Grisons et de Saint-Gall, bien que ces changements n'arrivèrent que plusieurs années plus tard. Les Radicaux, alors considérés comme défenseurs du capitalisme moderne et du libéralisme économique furent sanctionnés. Toutefois, l'Association conservatrice suisse ne réussit pas à dépasser les Radicaux, alliés aux Démocrates, notamment à cause de sa structure organisationnelle encore faible. La Société du Grütli présenta des listes communes avec le mouvement socialiste sans réussir à entrer au Parlement mais en obtenant 0,2 % (+0,1 %). 
À noter qu'a contrario des Élections législatives allemandes de 1878, les pertes pour les forces libérales, (radicales en Suisse) furent beaucoup moins importantes en Suisse, notamment grâce à une meilleure organisation structurelle.
Pour ces élections depuis 1848, les Radicaux (centre-gauche) remportent pour la onzième fois consécutivement le scrutin fédéral avec 57 sièges (-6) et 34,8 % des voix (-3,4 %). Avec 37 sièges (+4), l'Association conservatrice suisse (droite) obtient 26,3 % des voix (+0,6). Mais ce sont les Libéraux Modérés qui progressent le plus. Ils obtiennent 26 sièges (+4) et 23,2 % (+5,3 %) des voix.
Ces élections ont débouché sur la 11e Législature qui s'est réunie pour la première fois le 2 décembre 1878.
Sur les 634 080 hommes âgés de 20 et plus et ayant droit de cité, 360 542 d'entre eux prirent part à ce scrutin, ce qui représente un taux de participation de 56,9% (-2,2 %).
Le taux de participation le plus élevé est dans le Canton de Schaffhouse où le vote obligatoire fait déplacer 95,1 % du corps électoral. À l'inverse, dans le Canton de Schwytz seulement 26,7 % du corps électoral prend part au vote.

## Législature 1878 -1881
Les liens (et couleurs) renvoient sur les partis héritiers actuels de ces formations politiques d'antan. Certaines formations sont passées de gauche au centre-droit (GR, CL ⇒ PLR), d'autres de la droite au centre-droit (ACS ⇒ PDC) ou  centre-gauche (DÉ ⇒ PEV). La Gauche Démocratique est restée à gauche aujourd'hui à travers les mouvements socialistes.
|  | Formations («Partis»)            | Sigles | Tendances politiques                           | Sièges au CN | Sièges au CE |
|  | -------------------------------- | ------ | ---------------------------------------------- | ------------ | ------------ |
|  | Gauche Radicale                  | GR     | Radicaux, Radicaux-démocrates, Gauche          | 57           | 11           |
|  | Association conservatrice suisse | ACS    | Conservateurs catholiques, Droite              | 37           | 17           |
|  | Centre Libéral                   | CL     | Libéraux, Modérés, Libéraux-démocrates, Centre | 26           | 11           |
|  | Parti démocratique               | DEM    | Démocrates, Gauche                             | 10           | 2            |
|  | Droite Évangélique               | DE     | Conservateurs réformés, Droite                 | 5            | -            |
|  | Divers                           | Ind    | Divers                                         | -            | 2            |
|  | Vacant                           | -      | n/a                                            | -            | 1            |

## Résultats au Conseil national dans les cantons
| Canton             | Total | DEM     | GR      | CL      | DE     | ACS     |
| ------------------ | ----- | ------- | ------- | ------- | ------ | ------- |
| Zurich             | 14    | 7 (-1)  | -       | 7 (+1)  | -      | -       |
| Berne              | 25    | -       | 22 (-2) | -       | 3 (+2) | -       |
| Lucerne            | 7     | -       | 1       | 1       | -      | 5       |
| Uri                | 1     | -       | -       | -       | -      | 1       |
| Schwytz            | 2     | -       | -       | -       | -      | 2       |
| Nidwald            | 1     | -       | -       | -       | -      | 1       |
| Obwald             | 1     | -       | -       | -       | -      | 1       |
| Glaris             | 2     | -       | 1       | 1       | -      | -       |
| Zoug               | 1     | -       | -       | -       | -      | 1       |
| Fribourg           | 6     | -       | -       | -       | -      | 6       |
| Soleure            | 4     | -       | 4 (+1)  | 0 (+1)  | -      | -       |
| Bâle Campagne      | 3     | 0 (-1)  | 3 (+2)  | 0 (-1)  | -      | -       |
| Bâle-Ville         | 2     | -       | 1 (-1)  | 1 (+1)  | -      | -       |
| Schaffhouse        | 2     | 1 (-1)  | 1 (+1)  | -       | -      | -       |
| Rhodes-Extérieures | 2     | -       | 1 (-1)  | 1 (+1)  | -      | -       |
| Rhodes-Intérieures | 1     | -       | -       | -       | -      | 1       |
| Saint Gall         | 10    | 0 (-2)  | 1 (-1)  | 4 (+1)  | 1      | 4 (+2)  |
| Grisons            | 5     | -       | 2 (-1)  | 1       | 1 (+1) | 1       |
| Argovie            | 10    | -       | 4       | 3       | -      | 3       |
| Thurgovie          | 5     | 2       | 2       | 1       | -      | -       |
| Tessin             | 6     | -       | 0 (-2)  | -       | -      | 6       |
| Vaud               | 11    | -       | 9 (+2)  | 2 (-2)  | -      | -       |
| Valais             | 5     | -       | 0 (-2)  | -       | -      | 5 (+2)  |
| Neuchâtel          | 5     | -       | 5       | -       | -      | -       |
| Genève             | 4     | -       | 0 (-4)  | 4 (+4)  | -      | -       |
|                    | 135   | 10 (-5) | 57 (-6) | 26 (+4) | 5 (+3) | 37 (+4) |